# Yvon Delbos
Yvon Delbos, född 7 maj 1885 i Thonac (Dordogne), död 15 november 1956 i Paris, var en fransk politiker. Han var minister för utrikesfrågor, nationellt försvar och nationell utbildning..